# ميمي فوكس
ميمي فوكس (بالإنجليزية: Mimi Fox)‏ هي عازفة الجاز وعازفة قيثارة أمريكية، ولدت في 24 أغسطس 1956 في نيويورك في الولايات المتحدة.

## وصلات خارجية
- ميمي فوكس على موقع ميوزك برينز (الإنجليزية)
- ميمي فوكس على موقع أول ميوزيك (الإنجليزية)
- ميمي فوكس على موقع ديسكوغز (الإنجليزية)